# Volcán Tilocálar
El Tilocálar es un estratovolcán con dos conos en la Región de Antofagasta de Chile. Tilocálar Sur es un cono poligénico de 3116 metros de alto y tiene un cráter de explosión a un kilómetro al sur. Otros dos cráteres también están presentes a lo largo de un graben. Cuatro flujos de lava basáltica andesita-andesita emanan de ella. Tilocálar Norte es un sistema monogenético de 3040 metros de altura y genera flujos de lava hacia el norte que se extienden a lo largo de la pared oriental del Callejón de Tilocálar. El volcán tiene menos de 3,2 millones de años de edad.